# Hara laht
Hara laht (ibland på svenska Loksabukten) är en vik utmed Estlands nordkust i Finska viken, 50 km öster om huvudstaden Tallinn. Den ligger i kommunerna Kuusalu och Loksa som båda ligger i Harjumaa. Den avgränsas i väster av halvön Juminda poolsaar och i öster av halvön Pärispea poolsaar och dess nordliga udde Purekkari neem. Vid vikens inre strand ligger byn Hara och strax utanför den ön Hara saar. Norr om ön ligger udden Koljunukk och öster om byn Hara ligger staden Loksa där ån Valgejõgis mynning är belägen. Utmed buktens kust ligger i väster småorterna Juminda, Tapurla och Virve samt i öster Suurpea och Pärispea. 